# Companhia Estadual de Águas e Esgotos do Rio de Janeiro
A Companhia Estadual de Águas e Esgotos do Rio de Janeiro – CEDAE foi fundada em 1975 com o objetivo de prestar serviços de saneamento no estado do Rio de Janeiro. É uma empresa estatal de economia mista. O maior acionista é o governo do estado do Rio de Janeiro.

## História
Sua criação foi autorizada pelo Decreto-Lei nº 39 de 24 de março de 1975, e constituída em 1º de agosto daquele ano, logo após a fusão dos Estados do Rio de Janeiro e da Guanabara, o que resultou na unificação das três empresas que atuavam, em seus Estados de origem, na prestação de serviços de saneamento: a Companhia de Saneamento do Estado do Rio de Janeiro (SANERJ), a Companhia Estadual de Águas da Guanabara (CEDAG) e a Empresa de Saneamento do Estado da Guanabara (ESAG). Pelo Decreto 168, de 18 de junho de 1975, firmado pelo Governador do novo Estado, o almirante Floriano Peixoto Faria Lima e pelos Secretários Hugo de Mattos Santos e Luiz Rogério Mitraud de Castro Leite, determinada a unificação dos patrimônios das empresas fusionadas mediante a incorporação pela CEDAG, da SANERJ e da ESAG. Esse mesmo Decreto determinou a extinção dessas duas últimas empresas dos antigos Estados.
É uma empresa de economia mista de capital autorizado, com 99,9996% das ações detidas pelo Estado do Rio de Janeiro e 0,0004% por terceiros.
Tão logo se deu a sua implantação, ficou patente o desafio que se apresentava diante da nova empresa, já que fora a cidade do Rio, que se encontrava em situação confortável com relação a sua estrutura de abastecimento e saneamento, o interior fluminense e a nova região metropolitana por sua vez tinham uma estrutura bastante deficitária nesse sentido.
Optou-se então por aproveitar parte da estrutura existente, principalmente a montada no Rio Guandu, a Estação de Tratamento de Água, e que na época da fusão já atendia à cidade do Rio de Janeiro, para que esta fornecesse água para a Baixada Fluminense, em situação emergencial, mas que mostrou-se mais viável ao longo dos anos, pois veio a melhorar as condições de vida da população daquela região.
Nos demais municípios, foram implantadas redes de coleta de esgoto sanitário e abastecimento de água a medida da demanda e disponibilidade de recursos.
Em setembro de 1999 CEDAE encerrou os serviços de abastecimento de água em Campos dos Goytacazes e novembro do mesmo ano, transferiu os serviços de abastecimento de água e esgotamento sanitário na Cidade de Niterói.

## Estações de Tratamento
A Companhia opera estações de tratamento de água e de esgotos de vários portes.

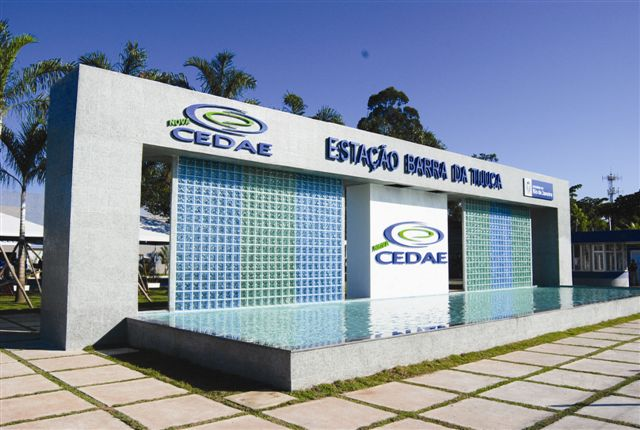
Estação de Tratamento de Esgotos da Barra da Tijuca

É responsável pela operação e manutenção da maior Estação de Tratamento de águas do mundo com capacidade de tratar até 43m³ por segundo e atende aos municípios de Nilópolis, Nova Iguaçu, Duque de Caxias, Belford Roxo, São João de Meriti, Itaguaí, Queimados e Rio de Janeiro - Capital.
A segunda maior Estação de Tratamento de Água operada é a do Laranjal, localizada no município de São Gonçalo, constituída de três estações interligadas, que tem como manancial supridor de água bruta os rios Guapiaçu e Macacu e com vazão nominal de 7 m³ por segundo.
Para o tratamento de esgotos, operava as estações como a da Alegria e da Barra da Tijuca, mas foram transferidas para a iniciativa privada.

## Áreas de Atuação
Atualmente, com os leilões de concessão realizados em 2021 e a transferência da distribuição de água e tratamento de esgoto para as concessionárias, a empresa é responsável pela operação dos grandes sistemas produtores da Região Metropolitana (Guandu, Imunana-Laranjal, Ribeirão das Lajes e Acari), captando e tratando a água que as concessionárias distribuem à população.
Em 1997, o governador do Rio de Janeiro Marcello Alencar incluiu a empresa no Programa Estadual de Desestatização, porém a proposta foi considerada ousada, propondo conceder mananciais de água do estado para duas firmas francesas de saneamento, além de reservas sobressalentes para uma firma dos Estados Unidos. Isso desencadeou uma crise política, culminando com a retirada da Cedae do PED, e o indeferimento do processo de privatização pelo Supremo Tribunal Federal.

## Presidentes
- João Ferreira do Nascimento Filho – de 1º de agosto de 1975 a 13 de março de 1979[16]
- José Carlos Vieira – de 13 de março de 1979 a 25 de fevereiro de 1982[17]
- Octávio Dias Moreira Filho – 25 de fevereiro de 1982 a 31 de março de 1982
- Cid Curi – de 31 de março de 1982 a 4 de abril de 1983[18]
- José Rômulo de Melo – 4 de abril de 1983 a 26 de março de 1987
- Nilton Pereira dos Santos – de 26 de março de 1987 a 8 de maio de 1989
- Haroldo Mattos de Lemos – de 8 de maio de 1989 a 24 de julho de 1989
- Arnaldo Dias Cardoso Pires – de 24 de julho de 1989 a 19 de abril de 1990
- Sérgio Cabral de Sá – de 19 de abril de 1990 a 25 de abril de 1991
- Hildebrando de Araujo Goes Filho – 25 de abril de 1991 a 7 de junho de 1993
- Márcio Pinto Paes Leme (respondendo interinamente pela Presidência) de 7 de junho de 1993 a 17 de junho de 1993
- Raymundo Theodoro Carvalho de Oliveira – de 17 de junho de 1993 a 6 de janeiro de 1995[19]
- José Maurício de Lima Nolasco – de 6 de janeiro de 1995 a 1998[20]
- José Yochimy Arakaki – 1998 a 1999[21]
- Marcos Helano Fernandes Montenegro 1999 a 1999[22]
- Alberto José Mendes Gomes – 1999 a 2002
- Celso Leitão Correa – 2002 a 2003
- Aluizio Meyer de Gouvea Costa – 2003 a 2005[23]
- Lutero de Castro Cardoso – 2005 a 2006[24]
- Wagner Granja Victer – 2007 a 2014[25]
- Jorge Luiz Ferreira Briard – 2015 a 2019[26]
- Hélio Cabral Moreira – 2019 até 15 de janeiro de 2020[27]
- Renato Lima do Espírito Santo – de 15 de janeiro de 2020 até 6 de novembro de 2020[28]
- Edes Fernandes de Oliveira – de 6 de novembro de 2020[29] a 16 de junho de 2021
- Leonardo Elia Soares  – desde 16 de junho 2021 a 8 de março de 2023[30]
- Aguinaldo Ballon – desde 8 de março de 2023[31]

## Universidade Corporativa
A empresa mantém a UniverCEDAE, com capacidade de treinar e reciclar até 500 colaboradores-alunos/dia, além de abrigar um Espaço Cultural, com exposição permanente sobre a  história do abastecimento do Rio de Janeiro.

## Ações de Responsabilidade Social Corporativa
- Replantando Vidas – concilia ações de caráter ambiental, educativa, legal, social, fundiária, financeira e institucional que, inter-relacionadas contribuem para a recuperação e a conservação dos mananciais, em especial, os rios Guandu e Macacu. O programa é desenvolvido com o trabalho de apenados, por convênio com a Fundação Santa Cabrini (FSC), que recebem capacitação pela Universidade Federal Rural do Rio de Janeiro (UFRRJ), possibilitando a ressocialização e inserção no mercado de trabalho após o cumprimento de suas penas.[33] O Programa Replantando Vidas recebeu, do Ministério da Justiça e Segurança Pública (Brasil), em 2019 o Selo Resgata em reconhecimento pela contratação de presos, egressos do sistema prisional e pessoas que estão cumprindo penas alternativas.[34]
- Centros de Visitação Educacional – funcionam nas Estações de Tratamentos de Esgotos da Alegria e da Barra da Tijuca, voltadas a visitantes recebidos por técnicos especializados e conduzidos para uma vista guiada e, ao término, recebem um Certificado de Visita Técnica conferido pela Cedae.[35]

## Garantia do Plano de Recuperação Fiscal
Em 7 de março de 2017 o Governador Luiz Fernando Pezão sancionou a Lei 7.529/17 autorizando o Poder Executivo a alienar ações representativas do capital social da CEDAE, exigência contida nas negociações para a o Plano de Recuperação Fiscal do Estado do Rio de Janeiro, homologado pelo Presidente da República em 6 de setembro de 2017  e que ensejou que parte das ações da CEDAE fossem consignadas como garantia do empréstimo feito pelo Governo do Estado ao Banco BNP Paribas.
Em 29 de dezembro de 2020, o Governo do Estado, acionista majoritário da Cedae, publica o Edital de Licitação Internacional para conceder os serviços de abastecimento de água e coleta e tratamento de esgotos à iniciativa privada por 35 anos. Pelo plano de privatização elaborado pelo BNDES os serviços de captação e tratamento da água permanecerão sob a responsabilidade da Cedae.

## Leilão
Em 30 de abril de 2021, foi realizado o leilão na Bolsa de Valores de São Paulo (B3) de três blocos da Companhia Estadual de Águas e Esgotos do Rio de Janeiro (Cedae), arrecadando R$ 22,6 bilhões. O resultado do leilão foiː
- Bloco 1 – arrematado pelo Consórcio Aegea por R$ 8,2 bilhões
- Bloco 2 – arrematado pelo Consórcio Iguá por R$ 7,286 bilhões
- Bloco 4 - arrematado pelo Consórcio Aegea por R$ 7,203 bilhões

O bloco 3 não recebeu oferta, tendo sido feita uma nova licitação.
Em 29 de dezembro de 2021, foi realizado o leilão do bloco 3 dos serviços de distribuição de água e saneamento na região da Zona Oeste do Rio e de mais 20 municípios no leilão da Cedae, arrecadando mais de R$ 2,2 bilhões por meio da Águas do Brasil/Saab Participações II SA.
O prazo de concessão dos serviços de distribuição de água e coleta e tratamento de esgoto concedidos à iniciativa privada é de trinta e cinco anos.
Parte do dinheiro arrecadado no leilão deverá, obrigatoriamente, que ser investido pelo governo do estado em projetos de despoluição: R$ 2,6 bilhões na Baía de Guanabara, R$ 2,9 bilhões na Bacia do Guandu e R$ 250 milhões no complexo lagunar da Barra da Tijuca.
Entre as exigências às concessionárias estãoː a universalização dos serviços até 2033; investimentos em cerca de R$ 30 bilhões em infraestrutura de água e esgoto, sendo R$ 12 bilhões nos cinco primeiros anos; investimento mínimo de R$ 1,86 bilhão na infraestrutura de favelas; ampliação da tarifa social de 0,57% para 5% da população; além do cumprimento de metas intermediárias rígidas e periódica sob pena de sanções, que incluem multa e até a perda do contrato.
Com a transferência para as concessionárias dos serviços de distribuição de água e tratamento de esgoto em 48 cidades do Estado, a CEDAE passou a se concentrar na operação dos grandes sistemas produtores da Região Metropolitana (Guandu, Imunana-Laranjal, Ribeirão das Lajes e Acari), captando e tratando a água que as concessionárias distribuem à população.

## Homenagens Corporativas
- Outorgada a Medalha Tirantes pela Assembleia Legislativa do Estado do Rio de Janeiro em 3 de agosto de 2010 pelo Projeto de Resolução nº 1452/2010 de iniciativa do Deputado Christino Áureo.[41]

## Livros Editados pela Companhia
- A Luta pela Água, de Rosauro Mariano da Silva, 1988.
- Os Esgotos da Cidade do Rio de Janeiro 1857-1947, 1988.[42]